# Walter Jakobsson
Walter Jakobsson, né le 6 février 1882 à Helsinki et décédé le 10 juillet 1957 à Zurich, était un patineur artistique finlandais qui a été champion olympique et trois fois champion du monde en couple avec Ludowika Jakobsson.

## Biographie

### Carrière sportive
Walter Jakobsson épousa sa partenaire allemande Ludowika Eilers en 1911 qui devint finlandaise. Les médailles qu'ils ont récoltées aux championnats du monde de 1910 et 1911 sont considérées par l'ISU comme deux demi-médailles, une pour l'Allemagne, l'autre pour la Finlande.

## Palmarès
| Compétitions en Individuel | 1910 | 1911 | 1912 | 1913 | 1914 | 1915 | 1916 | 1917 | 1918 | 1919 | 1920 | 1921 | 1922 | 1923 | 1924 | 1925 | 1926 | 1927 | 1928 |
| Jeux olympiques d'été ou d'hiver |      |      | X    |      |      |      | JA   |      |      |      |      |      |      |      |      |      |      |      |      |
| Championnats du monde |      |      |      |      |      | CA   | CA   | CA   | CA   | CA   | CA   | CA   |      |      |      |      |      |      |      |
| Championnats de Finlande | 1er  | 1er  |      |      |      |      |      |      | CA   |      |      |      |      |      |      |      |      |      |      |
| |      |      |      |      |      |      |      |      |      |      |      |      |      |      |      |      |      |      |      |
| Compétitions en Couple | 1910 | 1911 | 1912 | 1913 | 1914 | 1915 | 1916 | 1917 | 1918 | 1919 | 1920 | 1921 | 1922 | 1923 | 1924 | 1925 | 1926 | 1927 | 1928 |
| Jeux olympiques d'été ou d'hiver |      |      | X    |      |      |      | JA   |      |      |      | 1er  |      |      |      | 2e   |      |      |      | 5e   |
| Championnats du monde | 2e   | 1er  | 2e   | 2e   | 1er  | CA   | CA   | CA   | CA   | CA   | CA   | CA   | 2e   | 1er  |      |      |      |      |      |
| Championnats de Finlande |      | 1er  |      |      |      |      |      |      | CA   |      |      | 1er  |      |      |      |      |      |      |      |
| Légende : X = Pas de patinage artistique aux Jeux olympiques d'été de 1912 ; JA = Jeux olympiques d'été annulés ; CA = Championnats annulés |      |      |      |      |      |      |      |      |      |      |      |      |      |      |      |      |      |      |      |